# Шибанова Катерина Михайлівна
Катерина Михайлівна Шибанова (11 (24) листопада 1914 — не пізніше 2008) — радянська діячка сільського господарства. Ланкова бурякорадгоспу «Федорівський» у Великобурлуцькому районі Харківської області. Героїня Соціалістичної Праці.

## Життєпис
Катерина Шибанова народилася 11 (24) листопада 1914 на території сучасної Харківської області у селянській українській, або за іншими джерелами російській, родині. Отримала початкову освіту. У 1943 році, почала працювати у бурякорадгоспі «Федорівський», головна садиба якого знаходилася у селищі Федорівка. У 1947 році була призначена ланковою ланки з вирощування зернових. Того ж року бурякорадгосп зібрав велику кількість зернових культур, ланка Шибанової зібрала 35.09 центнерів озимої пшениці з гектара на загальній площі у 10 гектарів.
За «отримання високих урожаїв пшениці, жита та цукрового буряка при виконанні радгоспами плану здачі державі сільськогосподарських продуктів у 1947 році та забезпечення насінням зернових культур для весняної сівби 1948 року», Президія Верховної ради СРСР указом від 30 квітня 1948 року надала Катерині Шибановій звання Героя Соціалістичної Праці з врученням ордена Леніна та медалі «Серп і Молот». Окрім неї, звання героя отримали ще дев'ять робітників бурякорадгоспу, ланкові: Марія Лоткова, Олександра Січкарьова, Марія Чернецька, Євдокія Шевченко, а також директор Федір Фельберт, бригадир польової бригади Прокопій Коленько та старший механік Трохим Скринник.
Мешкала у селищі Федорівка, померла не раніше 2008 року.

## Нагороди
- Герой Соціалістичної Праці (30.04.1948)
- орден Леніна (30.04.1948)
- медаль «Серп і Молот» (30.04.1948)
- медалі

### Коментар
1. ↑  За іншими джерелами Лобанова Марія Федотівна.